# Bartodzieje-Gajówka
Bartodzieje-Gajówka – osada leśna w Polsce położona w województwie mazowieckim, w powiecie pułtuskim, w gminie Obryte.
W latach 1975–1998 miejscowość należała administracyjnie do województwa ostrołęckiego.